# Manikongo

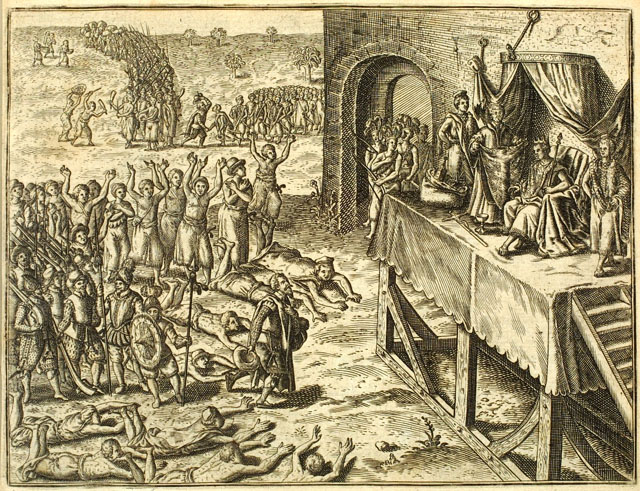
Manikongo przyjmuje poddanych i portugalskim gości

Manikongo lub Mwene Kongo – tytuł władcy Królestwa Kongo, które istniało od XIV do XIX wieku i składało się z ziem we współczesnej Angoli i Demokratycznej Republice Konga.
Siedzibą władzy manikongo była M’banza-Kongo (w latach 1570–1975 zwana także São Salvador), obecnie stolica prowincji Zair w Angoli. Manikongo mianował gubernatorów prowincji Królestwa i otrzymywał hołd od sąsiednich poddanych.

## Terminologia
Termin „manikongo” pochodzi od portugalskiego „manicongo”, oraz z języka KiKongo Mwene Kongo (dosłownie „pan Kongo”). Termin „wene”, z którego wywodzi się „mwene”, jest również używany w znaczeniu królestwa i znaczenie to jest potwierdzone w katechizmie kongo z 1624 roku w odniesieniu do Królestwa Niebieskiego. Termin „mwene” jest tworzony przez dodanie prefiksu do rdzenia, co oznacza „osoba królestwa”.
Mani jest potwierdzony w bardzo wczesnych tekstach, zwłaszcza w listach króla Afonso I z Kongo, gdzie pisał, do królów Manuela I (w 1514 r.) i João II odnośnie do „manipango” (mwene Mpangu). Mani oznaczało nie tylko „króla”, ale także każdego posiadającego władzę, dlatego też urzędnicy prowincji nazywani byli „mani”.